# オールマン・ブラザーズ・バンド (アルバム)
『オールマン・ブラザーズ・バンド』（原題：The Allman Brothers Band）は、アメリカ合衆国のロック・バンド、オールマン・ブラザーズ・バンドが1969年に発表した初のスタジオ・アルバム。

## 解説
「ドント・ウォント・ユー・ノー・モア」はスペンサー・デイヴィス・グループのカヴァーで、オリジナル・ヴァージョンではスペンサー・デイヴィスがリード・ボーカルを担当しているが、本作ではインストゥルメンタルとして取り上げられている。「トラブル・ノー・モア」はマディ・ウォーターズが1955年に録音した曲のカヴァー。
「ウィッピング・ポスト」はオールマン・ブラザーズ・バンドのコンサートにおいて特に人気の高い曲の一つで、1971年3月のライヴ音源は『フィルモア・イースト・ライヴ』（1971年）に収録され、1971年6月27日に行われたフィルモア・イーストのクロージング・コンサートにおけるライヴ音源は『イート・ア・ピーチ』（1972年）の2006年デラックス・エディション盤に収録された。また、この曲はデュアン・オールマン没後のライヴでも演奏され、DVD『ライヴ・アット・ザ・ビーコン・シアター』（2003年）、ライヴ・アルバム『One Way Out』（2004年）等に収録された。
リリース当時は大きな成功を収められず、Billboard 200では1970年に188位を記録するにとどまったが、音楽評論家のBruce Ederはオールミュージックにおいて「大胆でパワフルでハード・エッジでソウルフルな、生粋の南部の雰囲気を持つエレクトリック・ブルースを試みており、アメリカのブルース・バンドによって届けられた史上最高のデビュー・アルバムかもしれない」と評している。
グレッグ・オールマンは2012年に、本作収録曲「ノット・マイ・クロス」を元にしたタイトルの自伝『My Cross to Bear』をアラン・ライトとの共著で出版している。

## 収録曲
特記なき楽曲はグレッグ・オールマン作。1.はインストゥルメンタル。
Side 1
1. ドント・ウォント・ユー・ノー・モア - "Don't Want You No More" (Spencer Davis, Edward Hardin) - 2:25
2. ノット・マイ・クロス - "It's Not My Cross to Bear" - 5:00
3. 腹黒い女 - "Black Hearted Woman" - 5:07
4. トラブル・ノー・モア - "Trouble No More" (McKinley Morganfield) - 3:44

Side 2
1. ハングリー・ウーマン - "Every Hungry Woman" - 4:12
2. 夢 - "Dreams" - 7:16
3. ウィッピング・ポスト - "Whipping Post" - 5:16

## カヴァー
- 夢
  - バディ・マイルス - アルバム『Them Changes』（1970年）に収録。
  - ブラック・クロウズ - ヨーロッパ盤12インチ・シングル「Hard to Handle」（1991年）のB面にライヴ音源を収録[6]。
- ウィッピング・ポスト
  - フランク・ザッパ - 1970年代よりライヴで演奏。アルバム『ゼム・オア・アス』（1984年）には1981年12月11 - 12日のライヴ音源が収録され、『ダズ・ヒューモア・ビロング・イン・ミュージック?』（1986年）には1984年12月23日のライヴ音源が収録された[7]。
  - パット・トラヴァース - カヴァー・アルバム『Blues Track 2』（1998年）に収録。
  - ジェフ・ヒーリー - ライヴで演奏。本人の没後に発表されたライヴ・アルバム『ソングス・フロム・ザ・ロード』（2009年）に収録された。

## 参加ミュージシャン
- グレッグ・オールマン - ボーカル、オルガン、ピアノ
- デュアン・オールマン - リードギター、スライドギター、アコースティック・ギター
- ディッキー・ベッツ - リードギター
- ベリー・オークリー - ベース
- ジェイ・ジョハンソン - ドラムス、コンガ
- ブッチ・トラックス - ドラムス、ティンバレス、マラカス